# Томатний сюрприз Тіллі
Томатний сюрприз (англ. Тіллі Tillie's Tomato Surprise) — американська кінокомедія режисера Хауелла Хенсела 1915 року.

## У ролях
- Марі Дресслер — Тіллі Банкс
- Колін Кемпбелл — Кажан
- Елінор Фербенкс — Ембер Гріс
- Сара МакВікер — тітка Саллі
- Клара Ламберт — мати Тіллі
- Том МакНотон — Персі Джітней
- мавпа Джеймс — мавпа Джим